# アッラート

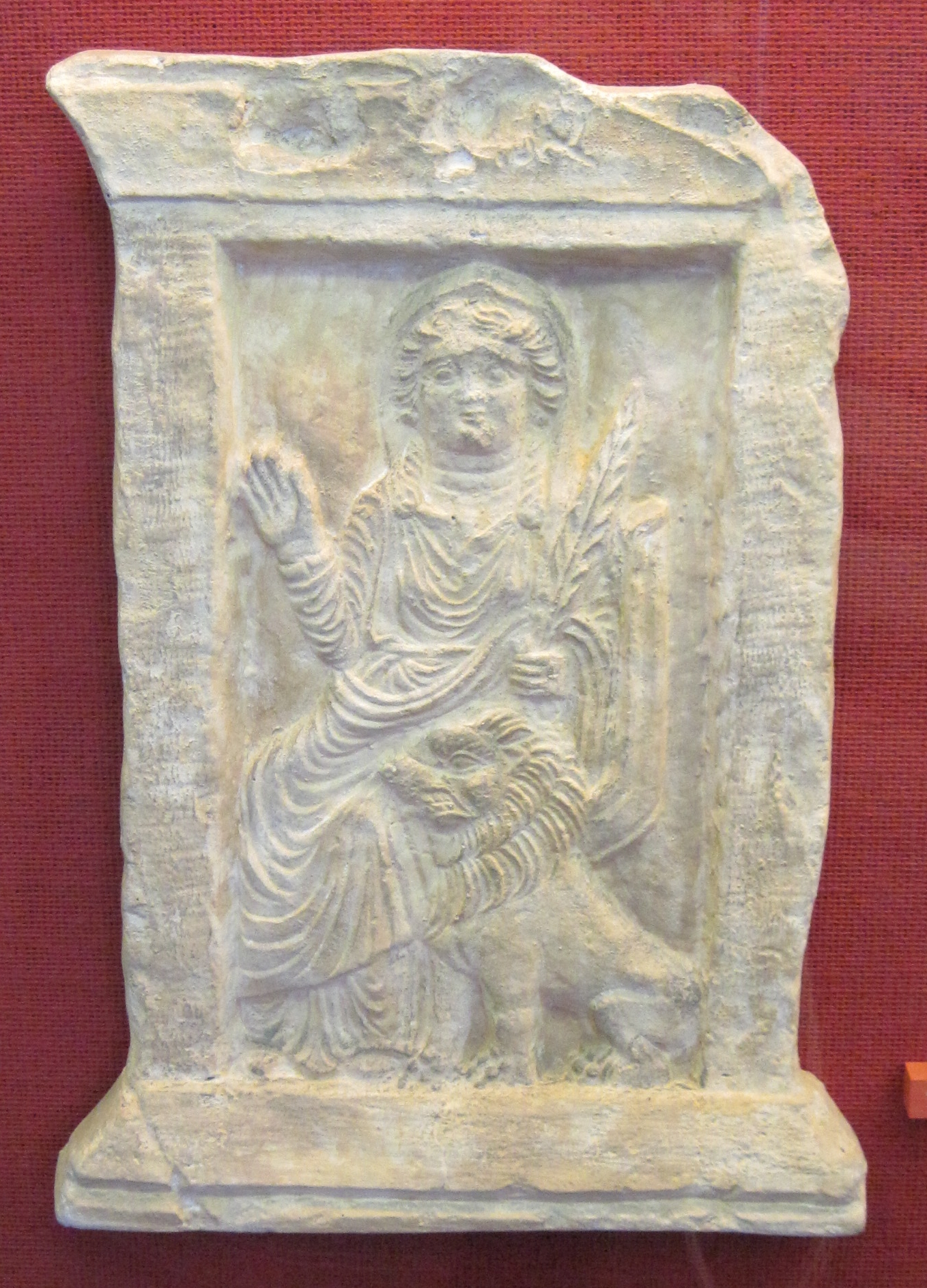
パルミラで出土したアッラートのレリーフ（1世紀）。ヤシの枝を持ち、ライオンを従えている

アッラート（アラビア語：اللات, al-Lāt, アッ＝ラート ないしは Allāt, アッラート）は、イスラム教以前の多神教時代であるジャーヒリーヤ時代にアラビア半島などのアラブ人たちによって崇められていた女神。
マナート（アラビア語：مناة, Manāt, マナート ないしは Manāh, マナー(フ)）、アル・ウッザー（アラビア語：العزى, al-Uzzā, アル＝ウッザー）と共に、最高神アッラーフ（アラビア語：الله, Allāh, アッラーフ、日本では口語アラビア語発音に依拠したアッラーというカタカナ表記が一般的）の三人娘の一柱とされていた。
アラビア語としてはアッラーフの女性形で「女神」の意味。アラビアの商業都市ターイフ近くの渓谷に主神殿があり、飾りつけられた白い立方石を依代としていた。
ヘロドトスはアラブ人たちがアプロディーテーのことを Ἀλιλάτ（Alilat, アリラト）と呼んでいたと記している。
ロバート・グレーヴスによれば、イタリアの部族国家ラティウムが崇拝していた女神ラトが起源であり、その名は「月」を意味するという。